# 豊中市立少路小学校
豊中市立少路小学校（とよなかしりつ しょうじしょうがっこう）は、大阪府豊中市西緑丘2丁目に所在する公立小学校。
豊中市北部の住宅街に位置する。地域が住宅地として開発されたことに伴い、1974年に豊中市立上野小学校から分離開校した。2000年代に入ると地域に大規模マンションが建設されたことなどに伴って児童数が急増し、2000年代半ばには在籍児童数合計1,000人を超えるマンモス校となっている。
しかし、近年は、少子化により、600人代になっている。
なお、校名に反して通学区域に少路地区は含まれていない（#通学区域を参照）。

## 沿革
- 1973年4月 - 豊中市立上野小学校から分離して新校を建設することを決定。
- 1973年12月25日 - 豊中市議会、新校の校名を豊中市立少路小学校と決定。
- 1974年4月1日 - 豊中市立少路小学校として、豊中市大字少路970番地（現在地・当時の住所表示）に開校。2年生から5年生までが上野小学校より移籍。
- 1974年6月5日 - 校章制定（この日を創立記念日とする）
- 1982年 - 大阪府教育委員会から理科教育研究指定校に指定される（1983年度までの2年間）。
- 1989年 - 大阪府教育委員会から体力づくり研究指定校に指定される（1991年度までの3年間）。
- 1995年 - 大蔵省貯蓄広報中央委員会から金銭教育研究指定校に指定される（1996年度までの2年間）。
- 2007年 - 在籍児童数が1000人を超える。校舎を増築。

## 通学区域
- 豊中市 西緑丘1丁目から2丁目全域まで・3丁目（1番から9番まで）、緑丘1丁目から5丁目まで[1]

少路1丁目から2丁目までは豊中市立桜井谷東小学校の校区であり、本校の通学区域には含まれていない。卒業生は基本的に、豊中市立第十一中学校へ進学する。

## 交通
- 大阪高速鉄道大阪モノレール線 少路駅から北東へ800m
- 阪急バス 緑丘バス停から南へ100m